# Championnat de France féminin de hockey sur glace 2012-2013
Saison précédente Saison suivante
La saison 2012-2013 est la 27e édition du Championnat de France féminin de hockey sur glace.

## Championnat féminin Élite

### Équipes engagées
Elles sont au nombre de quatre : 
- Hockey Club Cergy-Pontoise ;
- Brest Albatros Hockey ;
- Hockey Club Neuilly-sur-Marne ;
- Gap Hockey Club.

### Formule de la saison
Les équipes sont rassemblées au sein d'une poule unique et se rencontrent en double aller-retour. Pour limiter les déplacements, deux matchs sont joués lors de chaque confrontation. Suit ensuite une phase finale à laquelle l'équipe vainqueur du Championnat féminin excellence participe.
Les points sont attribués de la manière suivante : 
- 2 points pour une victoire ;
- 1 point pour un nul ;
- 0 point pour une défaite.

### Saison régulière
Elle est disputée du 22 septembre 2012 au 17 février 2013.
| Équipes           | Brest | Cergy-Pontoise | Gap  | Neuilly-sur-Marne |
| Brest             |       | 1-11           | 1-5  | 1-17              |
| Brest             | 1-12  | 0-6            | 1-11 |                   |
| Cergy-Pontoise    | 16-0  |                | 2-1  | 3-3               |
| Cergy-Pontoise    | 14-1  | 3-3            | 3-2  |                   |
| Gap               | 8-2   | 2-1            |      | 2-2               |
| Gap               | 9-0   | 0-3            | 1-7  |                   |
| Neuilly-sur-Marne | 25-0  | 2-1            | 4-2  |                   |
| Neuilly-sur-Marne | 18-0  | 2-3            | 4-0  |                   |

Le score de l'équipe à domicile, située dans la colonne de gauche, est inscrit en premier.
| Clt   | Équipe                | PJ | V | D  | N | BP | BC  | Diff | Pts |
| ----- | --------------------- | -- | - | -- | - | -- | --- | ---- | --- |
| +001, | HC Cergy-Pontoise     | 12 | 8 | 2  | 2 | 72 | 18  | +54  | 18  |
| +002, | HC Neuilly-sur-Marne  | 12 | 8 | 2  | 2 | 97 | 17  | +80  | 18  |
| +003, | Gap Hockey Club       | 12 | 5 | 5  | 2 | 39 | 29  | +10  | 12  |
| +004, | Brest Albatros Hockey | 12 | 0 | 12 | 0 | 8  | 152 | -144 | 0   |

### Phase finale
La phase finale se déroule les 27 et 28 avril 2013. Elle est jouée sous la forme d'une coupe. En demi-finales, l'équipe ayant fini première de la saison régulière affronte l'équipe ayant fini quatrième tandis que les équipes ayant fini deuxième et troisième s'opposent dans la seconde demi.
|  | Demi-finales                                           | Demi-finales                                           |                        |   | Finale                                                 | Finale                                                 |
|  | Demi-finales                                           | Demi-finales                                           |                        |   | Finale                                                 | Finale                                                 |
|  |                                                        |                                                        |                        |   |                                                        |                                                        |
|  | 27 avril 2013, Patinoire municipale, Neuilly-sur-Marne | 27 avril 2013, Patinoire municipale, Neuilly-sur-Marne |                        |   | 28 avril 2013, Patinoire municipale, Neuilly-sur-Marne | 28 avril 2013, Patinoire municipale, Neuilly-sur-Marne |
|  | 27 avril 2013, Patinoire municipale, Neuilly-sur-Marne | 27 avril 2013, Patinoire municipale, Neuilly-sur-Marne |                        |   | 28 avril 2013, Patinoire municipale, Neuilly-sur-Marne | 28 avril 2013, Patinoire municipale, Neuilly-sur-Marne |
|  | (1) HC Cergy-Pontoise                                  | 7                                                      |                        |   | 28 avril 2013, Patinoire municipale, Neuilly-sur-Marne | 28 avril 2013, Patinoire municipale, Neuilly-sur-Marne |
|  | (1) HC Cergy-Pontoise                                  | 7                                                      |                        |   | 28 avril 2013, Patinoire municipale, Neuilly-sur-Marne | 28 avril 2013, Patinoire municipale, Neuilly-sur-Marne |
|  | (4) Brest Albatros Hockey                              | 0                                                      |                        |   | 28 avril 2013, Patinoire municipale, Neuilly-sur-Marne | 28 avril 2013, Patinoire municipale, Neuilly-sur-Marne |
|  | (4) Brest Albatros Hockey                              | 0                                                      | (1) HC Cergy-Pontoise  | 2 |                                                        |                                                        |
|  | 27 avril 2013, Patinoire municipale, Neuilly-sur-Marne |                                                        | (1) HC Cergy-Pontoise  | 2 |                                                        |                                                        |
|  |                                                        | (2) HC Neuilly-sur-Marne                               | 3                      |   |                                                        |                                                        |
|  | (2) HC Neuilly-sur-Marne                               | (2) HC Neuilly-sur-Marne                               | 3                      | 9 |                                                        |                                                        |
|  | (2) HC Neuilly-sur-Marne                               |                                                        |                        | 9 |                                                        |                                                        |
|  | (3) Gap Hockey Club                                    | 0                                                      |                        |   |                                                        |                                                        |
|  | (3) Gap Hockey Club                                    | 0                                                      | Match pour la 3e place |   |                                                        |                                                        |
|  |                                                        |                                                        |                        |   |                                                        |                                                        |
|  | 28 avril 2013, Patinoire municipale, Neuilly-sur-Marne |                                                        |                        |   |                                                        |                                                        |
|  |                                                        |                                                        |                        |   |                                                        |                                                        |
|  | (4) Brest Albatros Hockey                              | 0                                                      |                        |   |                                                        |                                                        |
|  | (4) Brest Albatros Hockey                              | 0                                                      |                        |   |                                                        |                                                        |
|  | (3) Gap Hockey Club                                    | 10                                                     |                        |   |                                                        |                                                        |
|  | (3) Gap Hockey Club                                    | 10                                                     |                        |   |                                                        |                                                        |

## Championnat Féminin Excellence

### Équipes engagées
Elles sont au nombre de dix réparties en deux poules régionales :
| Poule Ouest - Caen - HC Cergy-Pontoise 2 - Nantes - Hockey Club Neuilly-sur-Marne - Saint-Ouen | Poule Est - Hockey Club de Colmar - Grenoble MH 38 - Languedoc-Roussillon - Mont-Blanc - Hockey Club Val Vanoise |

### Formule de la saison
Les équipes engagées sont réparties en deux poules régionales jouées en matchs aller-retour. Les deux premiers de chaque poule se qualifient pour le carré final.
Les points sont attribués de la manière suivante : 
- 2 points pour une victoire
- 1 point pour un nul
- 0 point pour une défaite

### Saison régulière
Elle est disputée du 29 septembre 2012 au 16 février 2013.

#### Poule Ouest
| Équipes           | Caen | Cergy 2 | Nantes | Neuilly | Saint-Ouen/ Garges |
| Caen              |      | 0-4     | 7-0    | 3-3     | 6-6                |
| Cergy-Pontoise 2  | 10-0 |         | 15-0   | 3-1     | 10-1               |
| Nantes            | 0-6  | 0-18    |        | 0-10    | 0-11               |
| Neuilly-sur-Marne | 13-1 | 4-4     | 14-1   |         | 4-2                |
| Saint-Ouen        | 3-2  | -       | 8-0    | 1-9     |                    |

Le score de l'équipe à domicile, située dans la colonne de gauche, est inscrit en premier.
| Clt   | Équipe            | PJ | V | D | N | BP | BC | Diff | Pts |
| ----- | ----------------- | -- | - | - | - | -- | -- | ---- | --- |
| +001, | Cergy-Pontoise 2  | 7  | 6 | 0 | 1 | 64 | 6  | +58  | 13  |
| +002, | Neuilly-sur-Marne | 8  | 5 | 1 | 2 | 58 | 15 | +43  | 12  |
| +003, | Saint-Ouen        | 7  | 3 | 3 | 1 | 32 | 31 | +1   | 7   |
| +004, | Caen              | 8  | 2 | 4 | 2 | 25 | 39 | -14  | 6   |
| +005, | Nantes            | 8  | 0 | 8 | 0 | 1  | 89 | -88  | 0   |

- Qualifié pour le carré final

#### Poule Est
| Équipes        | Colmar | Grenoble | Languedoc-Rou. | Mont-Blanc | Val Vanoise |
| Colmar         |        | 5-0      | 3-3            | 6-4        | 4-7         |
| Grenoble       | 1-24   |          | 0-5            | 0-9        | 0-7         |
| Languedoc-Rou. | 5-5    | 13-0     |                | 3-4        | 3-4         |
| Mont-Blanc     | 4-5    | 20-2     | 1-5            |            | 1-1         |
| Val Vanoise    | 8-2    | 26-0     | 7-3            | 4-1        |             |

Le score de l'équipe à domicile, située dans la colonne de gauche, est inscrit en premier.
| Clt   | Équipe                  | PJ | V | D | N | BP | BC  | Diff | Pts |
| ----- | ----------------------- | -- | - | - | - | -- | --- | ---- | --- |
| +001, | Hockey Club Val Vanoise | 8  | 7 | 0 | 1 | 64 | 14  | +50  | 15  |
| +002, | Hockey Club de Colmar   | 8  | 4 | 2 | 2 | 54 | 32  | +22  | 10  |
| +003, | Languedoc-Roussillon    | 8  | 3 | 3 | 2 | 40 | 24  | +16  | 8   |
| +004, | Mont-Blanc              | 8  | 3 | 4 | 1 | 44 | 26  | +18  | 7   |
| +005, | Grenoble MH 38          | 8  | 0 | 8 | 0 | 3  | 109 | -106 | -2  |

- Qualifié pour le carré final

### Phase finale
La phase finale se déroule les 20 et 21 avril 2013. Elle est jouée sous la forme d'une coupe. En demi-finales, l'équipe ayant fini première de la saison régulière affronte l'équipe ayant fini quatrième tandis que les équipes ayant fini deuxième et troisième s'opposent dans la seconde demi.
|  | Demi-finales             | Demi-finales          |                          |   | Finale        | Finale        |
|  | Demi-finales             | Demi-finales          |                          |   | Finale        | Finale        |
|  |                          |                       |                          |   |               |               |
|  | 20 avril 2013            | 20 avril 2013         |                          |   | 21 avril 2013 | 21 avril 2013 |
|  | 20 avril 2013            | 20 avril 2013         |                          |   | 21 avril 2013 | 21 avril 2013 |
|  | (1) HC Cergy-Pontoise    | 6                     |                          |   | 21 avril 2013 | 21 avril 2013 |
|  | (1) HC Cergy-Pontoise    | 6                     |                          |   | 21 avril 2013 | 21 avril 2013 |
|  | (4) Colmar               | 1                     |                          |   | 21 avril 2013 | 21 avril 2013 |
|  | (4) Colmar               | 1                     | (1) HC Neuilly-sur-Marne | 2 |               |               |
|  | 20 avril 2013            |                       | (1) HC Neuilly-sur-Marne | 2 |               |               |
|  |                          | (2) HC Cergy-Pontoise | 4                        |   |               |               |
|  | (2) Val Vanoise          | (2) HC Cergy-Pontoise | 4                        | 1 |               |               |
|  | (2) Val Vanoise          |                       |                          | 1 |               |               |
|  | (3) HC Neuilly-sur-Marne | 5                     |                          |   |               |               |
|  | (3) HC Neuilly-sur-Marne | 5                     | Match pour la 3e place   |   |               |               |
|  |                          |                       |                          |   |               |               |
|  | 21 avril 2013            |                       |                          |   |               |               |
|  |                          |                       |                          |   |               |               |
|  | (4) Colmar               | 5                     |                          |   |               |               |
|  | (4) Colmar               | 5                     |                          |   |               |               |
|  | (3) Val Vanoise          | 3                     |                          |   |               |               |
|  | (3) Val Vanoise          | 3                     |                          |   |               |               |